# Hilda Claytonová

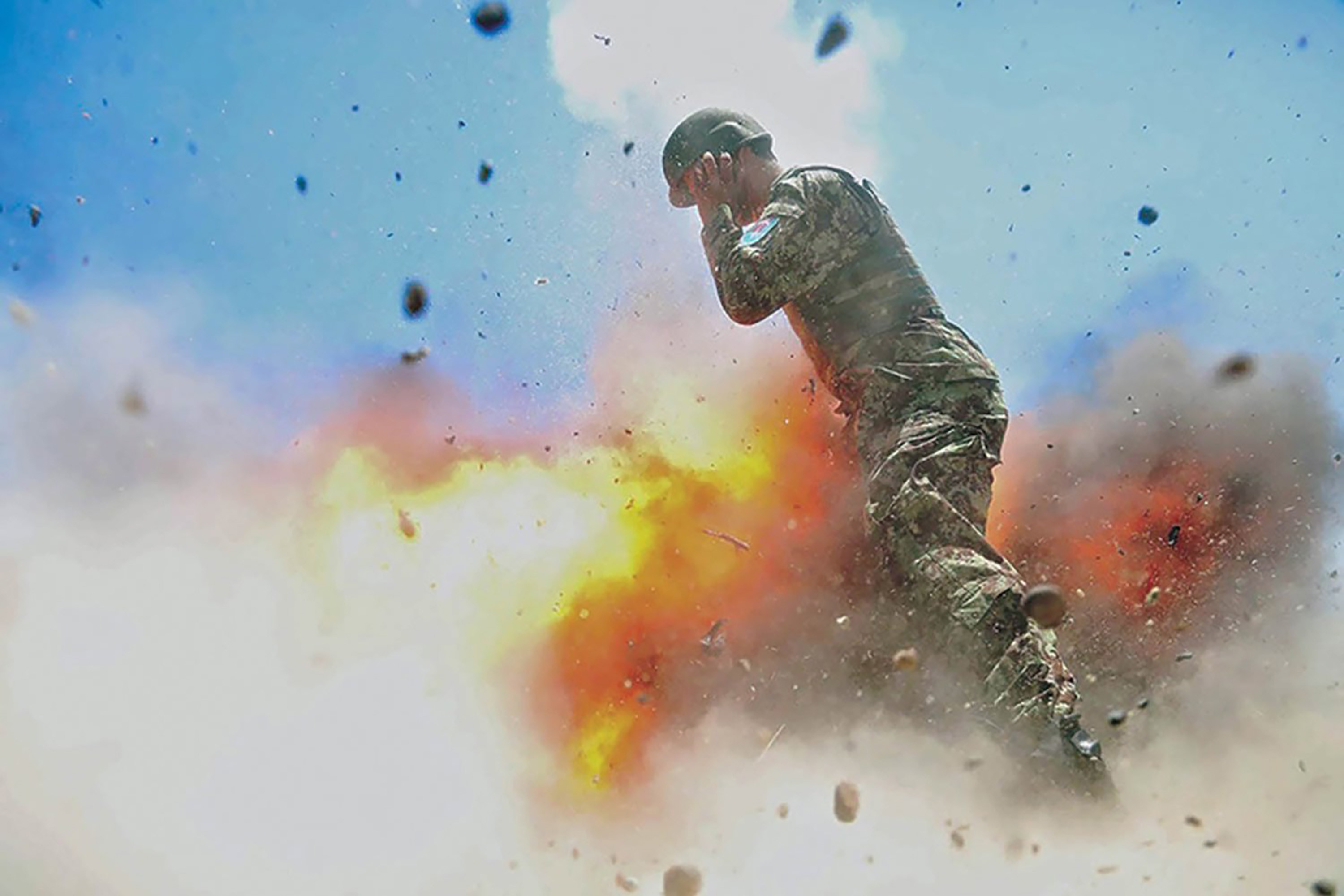
Hilda Clayton: Výbuch minometu, který způsobil smrt jí a čtyřem dalším lidem

Hilda I. Ortiz Clayton (21. května 1991 Augusta– 2. července 2013 Džalálábád) byla americká armádní válečná fotografka portorikánského původu, která tragicky zahynula v roce 2013, když během afghánského tréninku vybuchl minomet. Zachytila na fotografii výbuch, který zabil ji a čtyři afghánské vojáky. Byla přidělena k 55. Signal Company (Combat Camera), 21. Signální brigádě, Fort Meade, Maryland.

## Životopis
Claytonová se narodila 21. května 1991 v Augustě v Georgii. V roce 2009 absolvovala střední školu Westside v Augustě.

### Vojenská služba
Dne 2. července 2013 byla Claytonová, která byla tehdy vizuální informační specialistkou u 55. Signal Company (Combat Camera), fotografovala výcvik vojáků afghánské národní armády v Džalálábádu v provincii Laghman v Afghánistánu. Fotografovala ostré výstřely z minometu, ale nálož explodovala když byla ještě v minometu. Claytonová a afghánský voják fotografovali přibližně ve stejnou dobu.
Různé zdroje byly v zájemném rozporu, kdo který snímek vyfotografoval. Stars and Stripes, Military Review, CBS News a Fox News připisují výše uvedenou fotografii Claytonové. Daily Mail a Army Times přisuzují Claytonové jiný snímek.
Fotografie Claytonové byla zveřejněna v Military Review americké armády na základě svolení její rodiny v květnu 2017, tedy čtyři roky od tragické události. Fotografie si získala širokou pozornost tisku, mimo jiné časopisů The New York Times, Time nebo rozhlasové a televizní společnosti BBC.
Společnost 55th Signal Company pojmenovala na její počest svou výroční soutěž „The Spc. Hilda I. Clayton Best Combat Camera (COMCAM) Competition”, která oceňuje nejlepší snímky aktuální válečné fotografie.

## Galerie

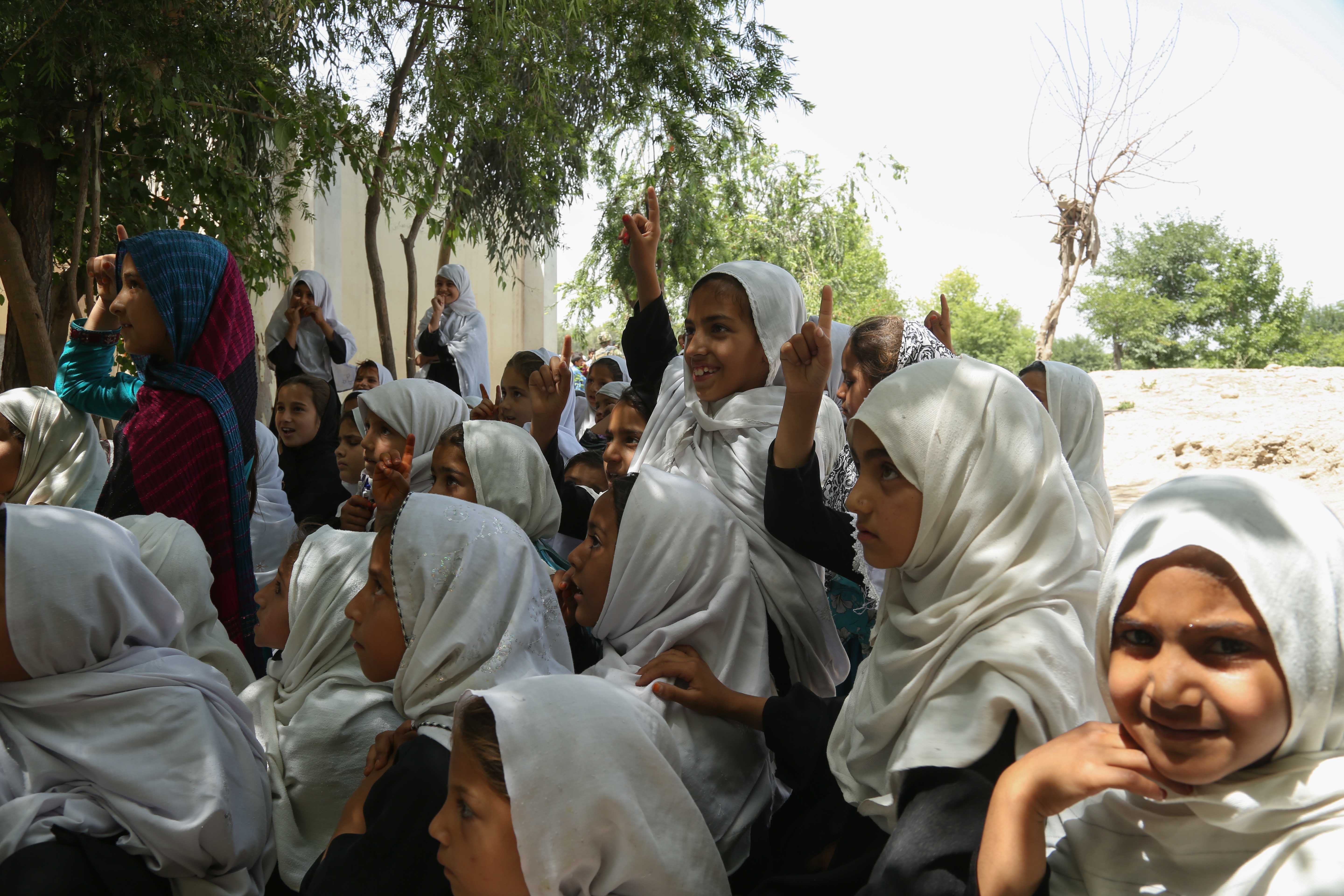
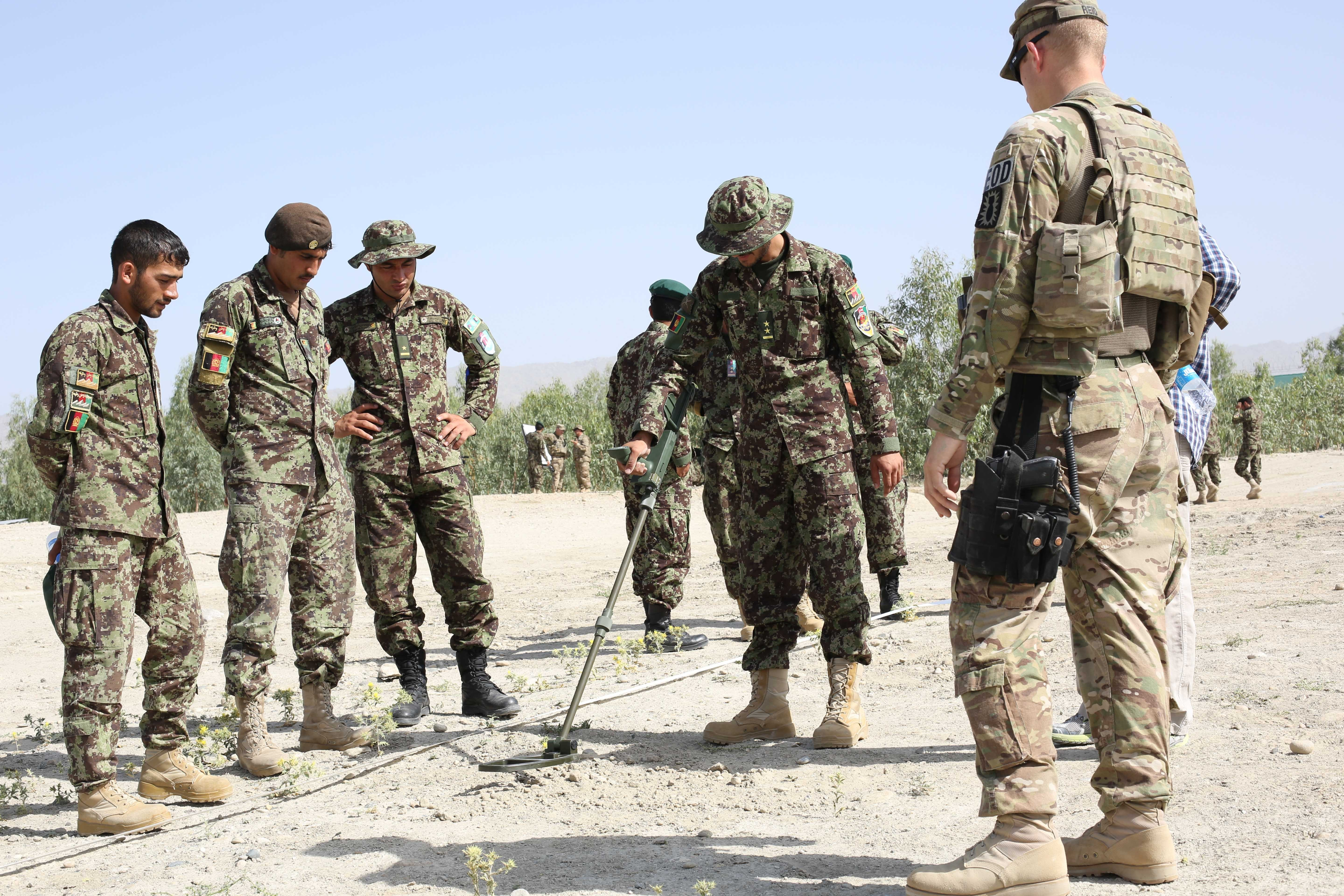
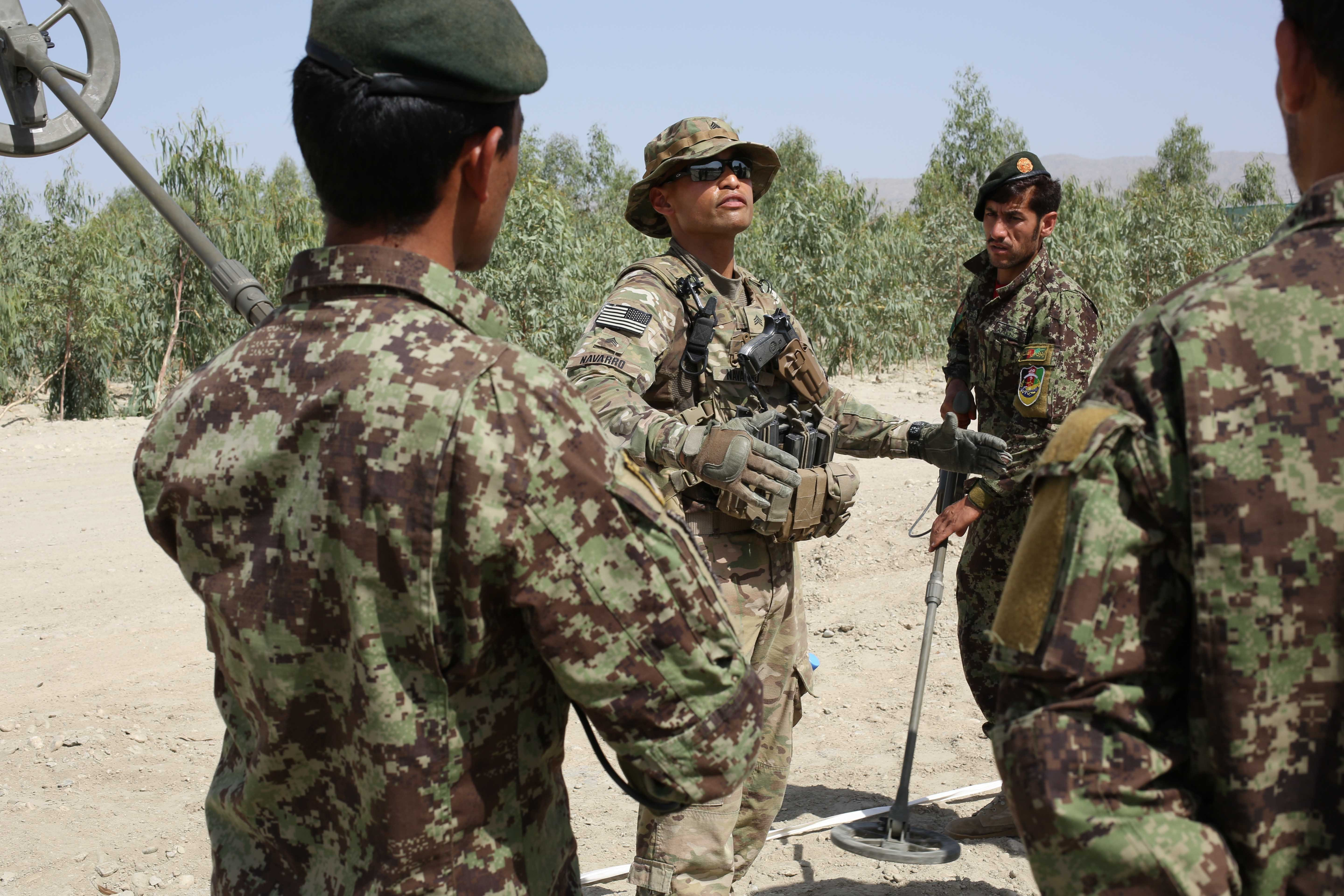
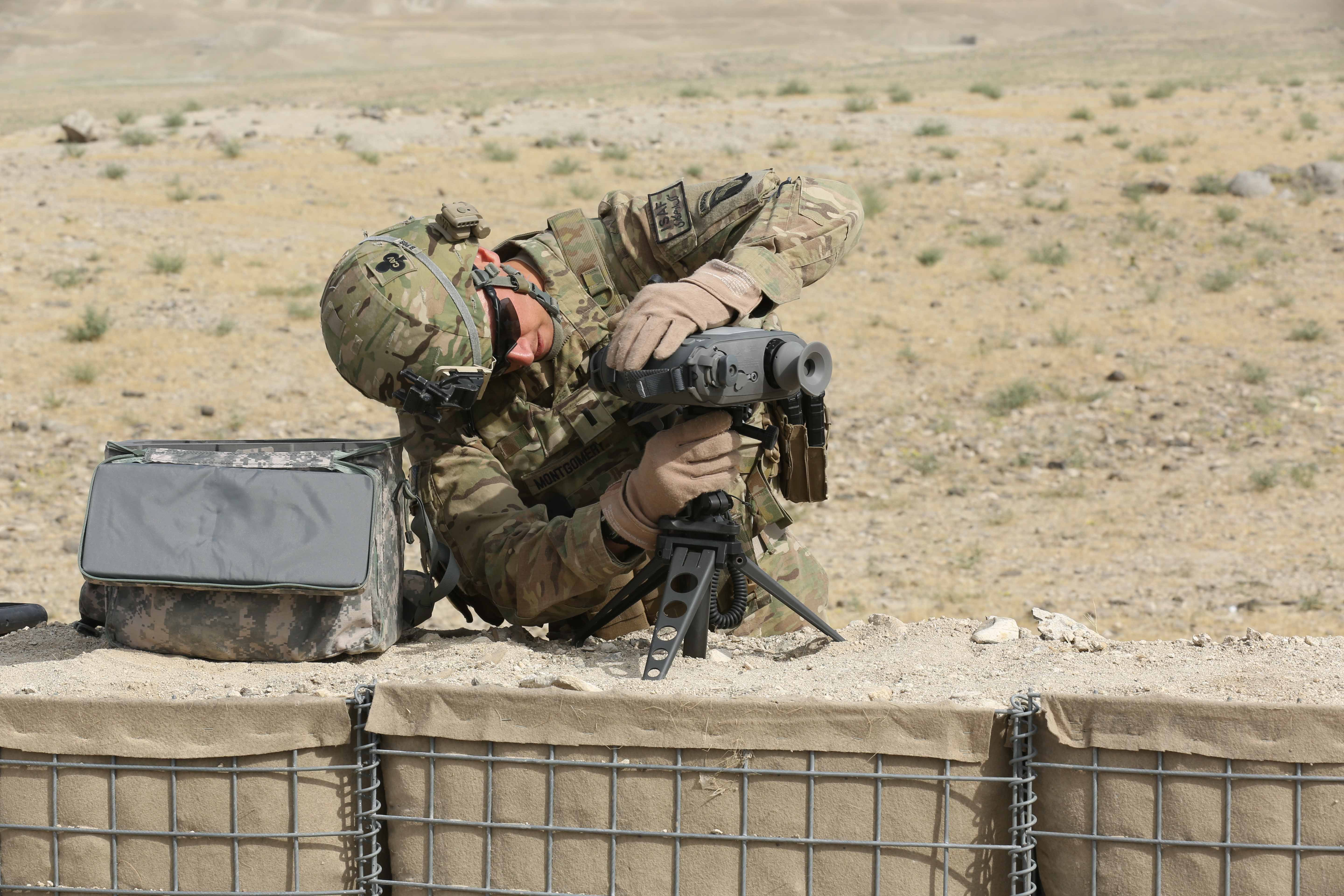
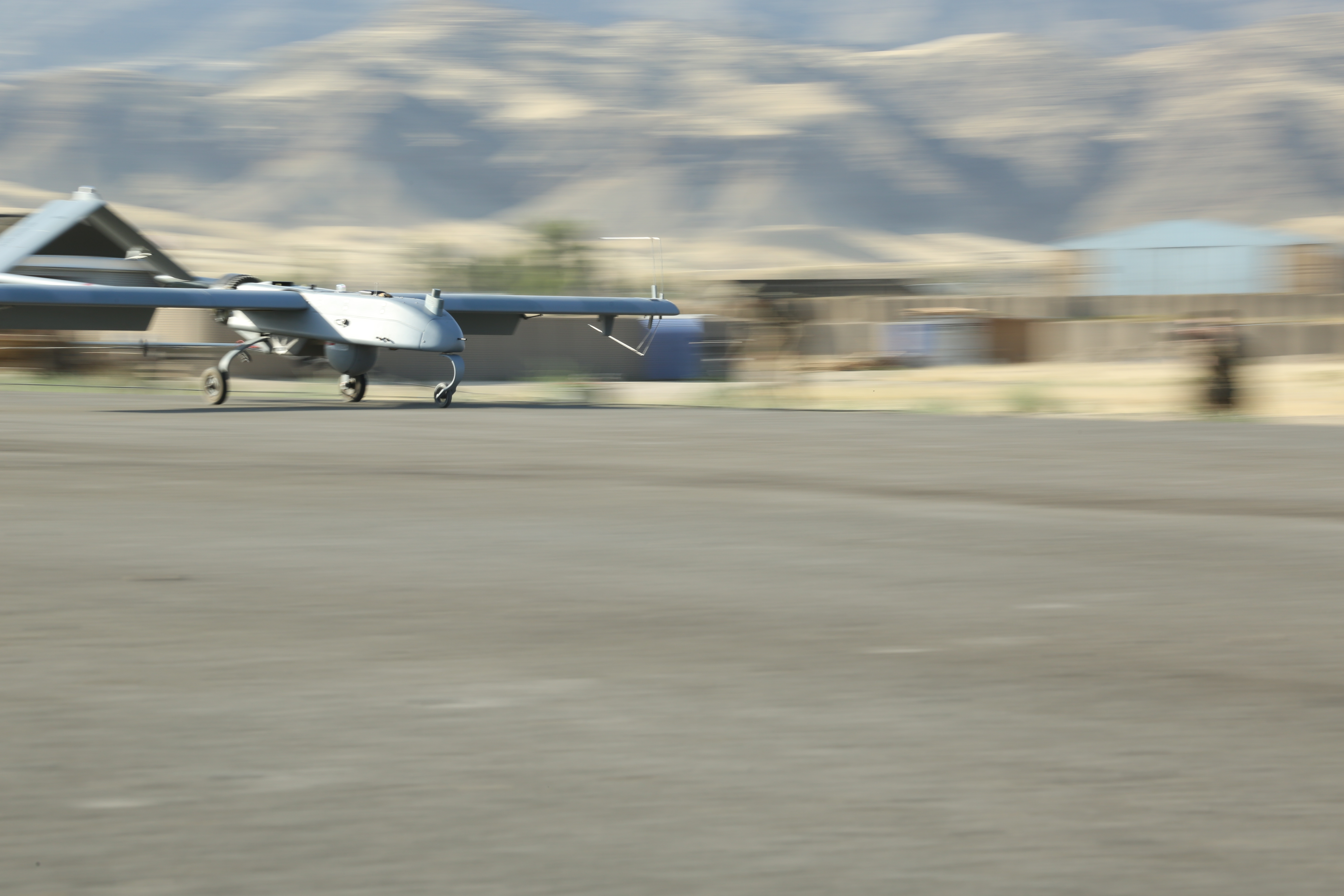